# Miroslav Smotlacha
Miroslav Smotlacha (Praga, 22 de setembro de 1920 – Praga, 6 de junho de 2007) foi um micologista tcheco. Trabalhou no Instituto de Tecnologia Química em Praga.

## Biografia
Smotlacha começou interessar-se por fungos ainda na infância. Desde os  quatorze anos, trabalhou na revista Mykologický sbornik ("Coleção Micológica"). Em 1956, após a morte de seu pai, František Smotlacha (nascido em 30 de janeiro de 1884 em Hradec Králové - morreu em 18 de junho de 1956 em Praga) foi eleito diretor da Sociedade de Micologia da Checoslováquia (desde 1990, Czech Mycological Society), onde foi ativo até sua morte.